# Jean-Pierre Ribéreau
Pour les articles homonymes, voir Ribéreau.
Jean-Pierre Ribéreau, né le 12 septembre 1759 à Neuvicq et mort le 2 septembre 1830 à Liège, est un homme politique français, député de la Charente à la Convention nationale.

## Biographie
En septembre 1792, Ribéreau, alors procureur-syndic de Barbézieux, est élu député du département de la Charente, le cinquième sur neuf, à la Convention nationale. 
Il siège sur les bancs de la Gironde. Lors du procès de Louis XVI, il vote la mort, se prononce en faveur de l'appel au peuple mais rejette le sursis à l'exécution. Il vote en faveur de la mise en accusation de Jean-Paul Marat, et en faveur du rétablissement de la Commission des Douze. Ribéreau signe la protestation contre les journées du 31 mai et du 2 juin 1793 au terme desquelles une vingtaine de députés girondins ont été arrêtés. Lui et les autres signataires sont décrétés d'arrestation en octobre, après le rapport de Jean-Pierre-André Amar au nom du Comité de Sûreté générale. Ils sont libérés en frimaire an III (décembre 1794).
Sa modération lui permet d'être réélu en l'an IV au Conseil des Cinq-Cents, toujours pour la Charente. Il est aussi transparent dans cette Assemblée qu'il l'a été sous la Convention.
En 1798, il quitte son mandat pour devenir commissaire-liquidateur de la comptabilité intermédiaire, puis chef de la liquidation de la dette publique. Il est limogé après le Coup d'État du 18 brumaire. On le retrouve ensuite dans l'administration de la loterie.
En 1815, Ribéreau signe l'Acte additionnel. À cause de cela, il est frappé par la loi du 12 janvier 1816 exilant les régicides ayant soutenu les Cent-Jours. Il prend alors un passeport pour la Prusse mais ne part finalement pas. Il se cache pendant deux ans avant d'être découvert et capturé à Paris par la police royale. Il est alors reconduit à la frontière belge et s'installe à Liège. 
La Révolution de 1830 aurait pu lui permettre de rentrer en France, mais il meurt accidentellement le 2 septembre 1830, un mois à peine après l'avènement de la Monarchie de Juillet.

### Source
- « Jean-Pierre Ribéreau », dans Adolphe Robert et Gaston Cougny, Dictionnaire des parlementaires français, Edgar Bourloton, 1889-1891 [détail de l’édition]